# كوتوفو
كوتوفو (بالروسية: Котово) هي إحدى مدن روسيا في الكيان الفدرالي الروسي فولغوغراد أوبلاست.

## أعلام
- إيفان شابوفالوف